# Spoorinfrastructuur
De spoorweginfrastructuur of railinfrastructuur is infrastructuur voor spoorwegverkeer. Spoorweginfrastructuur omvat het spoorwegnet en daarmee samenhangende voorzieningen als stations, terminals, spoorwegovergangen, tunnels, bruggen, viaducten, bovenleiding en spoorwegbeveiligings- en -besturingssystemen.